# Кабрал, Берта
Берта Кабрал (порт. Berta Cabral; род. 20 ноября 1952, Сан-Жозе) — португальский государственный и политический деятель.

## Биография
В 1975 году получила степень в области финансов в Лиссабонской школе экономики и менеджмента в Техническом университете Лиссабона. Занимала должность регионального директора казначейства, транспорта и коммуникаций в течение некоторого времени в 1980-х годах, прежде чем была назначена в правительство Жуана Бошку Моты Амарала региональным секретарём финансов и государственного управления. Также работала администратором Eléctrica Açoriana, председателем совета директоров SATA Air Açores и членом Законодательного собрания Асориша.
В 2001 году стала первой в истории женщиной-мэром города Понта-Делгада. В 2008 году была избрана лидером асоришского отделения Социал-демократической партии, набрав 98,5 % голосов, не встретив сопротивления на выборах. Таким образом, стала первой женщиной, возглавившей политическую партию на архипелаге. В 2012 году была выдвинута на должность главы Министерства национальной обороны в кабинете Педру Пасуша Коэлью, став первой женщиной, занявшей эту должность в португальском кабинете министров. С 2015 по 2019 год была членом Ассамблеи Республики. С 2022 года является региональным секретарём Асориша по туризму, мобильности и инфраструктуре.